# 行业云
现在云计算分类一般以美国国家标准和技术研究院为准。NIST提供了2种分类方法，一是按照提供服务的类型，分为IaaS、PaaS和SaaS，二是根据云计算后台的位置，分为私有云、公共云、混合云和社区云。但是云计算属于信息服务的一种模式，从信息服务角度云计算有4基本要素：服务对象、服务提供者、云软件和数据资源，而NIST划分方法没有考虑信息服务的4个要素，特别是云软件和数据这两个最为关键的云计算要素。如果综合考虑四个要素，云计算可分为公共云、私有云和行业云三类。其中公共云和私有云已有明确定义，行业云定义如下：

## 行业云
行业云（Industrial Cloud），是指由行业内或某个区域内起主导作用或者掌握关键资源的组织建立和维护的，以内部或公开的方式，向行业内部组织和公众提供有偿或无偿服务的云计算平台。行业云是云计算的一种应用形态，利用云计算技术将行业内各个成员单位的数据分级统一集中，然后透过数据处理系统和应用系统，促进成员单位之间的数据和信息共享，并且开展公共服务的一种云计算形态。

行业是松散的组织，行业内部不同的成员之间在资源和信息方面是严重不均衡的，这种不均衡往往会影响行业的发展，特别是以公共服务为主的行业，如政府、医疗卫生等，不同单位、不同区域的数据不同步，严重影响了行业的公共服务能力，如中国不同区域的社保和医保系统互不连通，各种社会保险至今不能跨省转移。行业云不仅解决了内部数据聚集和共享的问题，还可以帮助行业数据拥有者将数据转换为服务，提升业务价值。

## 行业云的区分
私有云，单位内部自建自用，服务提供者和服务对象通常处于同一个利益共同体，云软件和数据都属于利益体所有，没有对外的服务的需求；

公共云为云计算运营商建设运营，例如Google、baidu、Amazon等，服务对象公开，特点是数据来自公开途径，云软件为服务提供者所有，并且是运营商的核心竞争力，极具私密性。公共云运营商面临激烈的竞争，云软件可以说是他们的生死所在；

行业云，数据和软件的拥有者为行业内部的核心组织或者成员，但服务对象是大众。数据关系成员业务，是行业云的核心，不能外泄。行业云不会面临强烈的外部竞争，服务的质量和数量都有限。

可以看出，三种云计算形态的功能：私有云满足单位内信息交流需求，公共云满足公共基本信息需求，而行业云满足社会经济运行信息需求。公共云和行业云都面向公共信息需求，但是公共云只能以商业化的手段，限制了提供信息服务的种类和覆盖面，而行业云没有太大的盈利需求，是一种行业的公益性信息服务，在公共服务领域同公共云形成互补。